# Église San Antonio de la Florida de Madrid
L’ermitage de San Antonio de la Florida (en espagnol : ermita de San Antonio de la Florida ou Real Ermita de San Antonio de la Florida), devenu une église, est considéré comme le dernier des trois ermitages consacrés à saint Antoine de Padoue aux abords de Madrid. Il est situé sur la place du même nom dans le quartier de Moncloa-Aravaca la capitale espagnole. Il est classé monument historique en 1905. La dénomination de l'ermitage devrait être au pluriel depuis le début du XXe siècle, car il s'agit de deux ermitages similaires qui se sont depuis 1929 spécialisés en deux versants : l'un d'eux offre au public la visite des peintures murales de Francisco de Goya et est un musée, tandis que l'autre n'est habilité que pour le culte religieux.
Depuis le XIXe siècle, on célèbre aux alentours de l'ermitage la fête de San Antonio de la Florida (es) tous les 13 juin, étant originellement une romería plutôt qu'une fête populaire. Elle voit se développer le rituel des treize épingles et la collecte des pains du saint. Ces deux ermitages, avec celui de San Isidro (es) et de la Virgen del Puerto (es) (devenu l'église d'un rectorat), sont les seuls ermitages de Madrid ayant survécu au début du XXe siècle.
Elle possède une coupole peinte par Goya. En 1919, la dépouille de Goya est transférée depuis Bordeaux, où il fut initialement enterré, vers l'église San Antonio de la Florida.

## Histoire
Plusieurs ermitages consacrés à saint Antoine de Padoue ont été érigés dans différents endroits de Madrid et alentours. De par sa grande popularité, il est également appelé « San Antonio Abad » ou encore « San Antón ». L'un des ermitages se trouve dans le « jardin du Français » (Huerto del Francés) des jardins du Retiro ; c'est sur ses bases qu'est ensuite érigée la fabrique royale de porcelaine du Buen Retiro en 1760. Un autre des ermitages se trouve dans l'actuelle église de San Antonio de los Alemanes (es).
La popularité de saint Antoine et la célébration de ses fêtes populaires se voient reflétées par le vif intérêt des habitants des villes du XVIe siècle pour la chose rurale. À cette époque, il y avait une croix de chemin près de la Puerta de San Vicente (es) consacrée à la Virgen de Gracia (es). La croix de chemin, située au-delà de la muraille chrétienne de Madrid (es) et édifiée sur un modeste pisé par l'architecte Manuel del Olmo, a eu une courte existence d'environ deux décennies.

### Premier ermitage: Churriguera

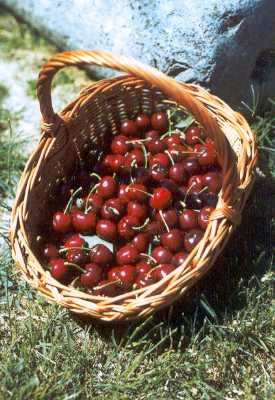
C'est des suiveurs de San Antonio, qu'on appelle les guinderos (qui collectent), qu'est né le premier ermitage près de la Cuesta de la Vega.

Au XVIe siècle, les suiveurs de San Antonio sont appelés guinderos (qui collectent) : ils portent un scapulaire autour du cou représentant la guinda et le 13 juin, ils offrent les « cerises du saint ». La congrégation des guinderos naît d'une légende madrilène contant qu'un muletier qui montait à dures peines la Cuesta de la Vega (es) avec son âne chargé de cerises destinées à être vendues au marché de los Mostenses (es) vit sa marchandise se renverser après que les amarres de la charge se rompirent. Quand il vit les cerises dévaler la pente, le paysan se mit à prier San Antonio pour qu'il lui vînt en aide. Peu après, un moine apparut et aida le paysan à ramasser les cerises ; il lui fit promettre d'apporter une poignée des cerises à l'église de San Nicolás (es) après qu'il eut terminé sa vente. À la fin de la journée, le paysan se dirigea vers l'église mais la trouva vide ; il se rendit compte que le moine qui l'avait aidé était San Antonio de Padua grâce à une représentation de lui dans un tableau. Des festivités consacrées à San Antonio, comme les Vueltas de San Antón (es) étaient très populaires et se tenaient entre cet ermitage et celui de San Blas (es).
C'est précisément quand la congregación de los « guinderos » fut formée que fut édifié le premier ermitage en 1720, par l'architecte madrilène José Benito de Churriguera. Le financement des travaux fut assuré par les réserves royales. Consacré à San Antonio, il était constitué d'une simple chapelle dont la forme au sol est hexagonale et les murs en briques. Son toit se terminait en lanterne et en flèche. À l'intérieur se présentait une image de San Antonio taillée dans le bois par le sculpteur asturien Juan de Villanueva y Barbales (es) (père de l'architecte Juan de Villanueva). Mais les plans de remodélisation urbanistique de la nouvelle Maison de Bourbon prévoient de démolir l'ermitage en 1768 à cause de l'ouverture de la Carretera de Castilla (es).

### Deuxième ermitage: Sabatini
Peu après avoir été couronné, Charles III ordonne la démolition puis la reconstruction de l'ermitage en 1768, sous la direction de Francesco Sabatini et exécutée par José de la Ballina. Ce nouvel ermitage est finalement démoli vingt-deux ans plus tard par le nouveau roi, Charles IV. L'ermitage de Sabatini était plus éloigné du centre de Madrid, sur la montagne du Príncipe Pío, que la précédente, qui était à Churriguera, avec la porte de San Vicente (es), également de Sabatini. Le plan consistait à remodeler l'urbanisation de la zone, pour permettre l'élargissement de l'une des voies les plus pratiquées de la capitale afin de prolonger l'axe Paseo de la Virgen del Puerto (es) - Paseo de la Florida (es) - camino del Pardo, longeant le Manzanares, alors que l'autre était située près de la Casa de Campo. De premiers travaux sont ensuite menés pour la canalisation du Manzanares (es), et les ponts en ville sont remodelés. Dans ce plan d'élargissement, le premier ermitage de Churriguera gênait : il a dont fallu le démolir et le reconstruire sur un emplacement plus éloigné. Une fois la maison royale de la Poste sur la Puerta del Sol finalisée, le bois des cintres restant sont récupérés pour construire un « pont vert » près de l'ermitage.

### Troisième ermitage: Fontana

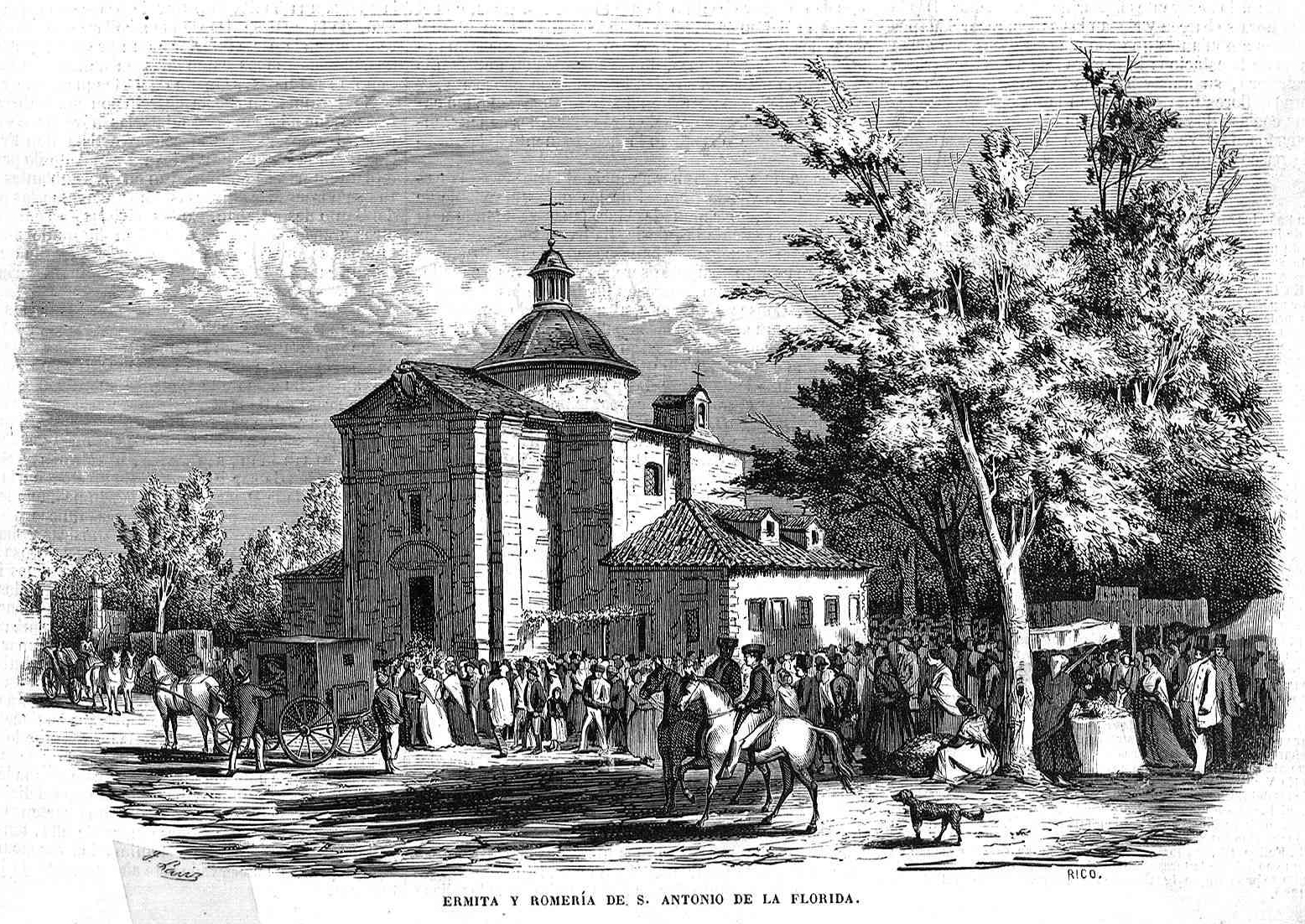
Ermitage et romería de San Antonio de la Florida (dans El Museo Universal, 1857)

Charles IV acquiert le palais de la Florida (es) pour construire sur ses terres un domaine de récréation royale. Les œuvres de la « Real Posesión de la Florida » commencent dès 1792, incluant dans le projet l'ermitage de Sabatini, proche du domaine. Il est ainsi démoli, et l'on construit à sa place les nouvelles écuries du palais de la Florida. Charles IV charge l'architecte italien Filippo Fontana (es) — collègue de Sabatini au début de sa carrière en Espagne — de dessiner un nouvel ermitage. En 1792, le roi pose lui-même la première pierre de l'ermitage, inclut lors de cet événement une capsule temporelle qui contient des monnaies d'or à son effigie. Les travaux terminent en 1798, les pièces de l'ermitage étant démontées et transférées, et Fontana a pris quelques libertés artistiques lors de sa reconstruction. On ne conserve plus rien du palais de la Florida, car il a été détruit au XIXe siècle pour construire la Estación del Norte (es), actuelle station de métro du Príncipe Pío.

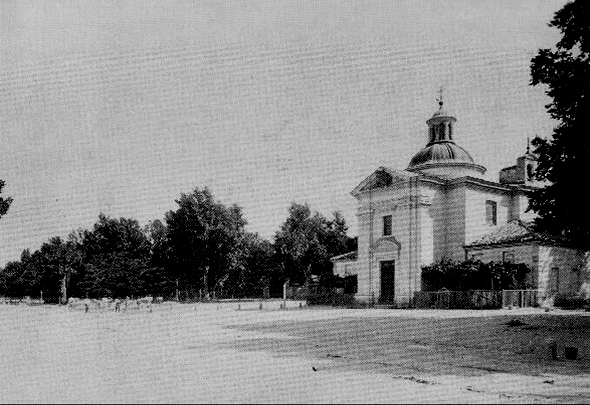
Vue de l'ermitage depuis le paseo de la Florida, en 1890.

Suivant le Plan d'Espinosa (es) de 1769, le nouvel ermitage de Fontana est déplacé plus au nord, en remontant le Manzanares jusqu'à ce qui deviendra la source de l'Abanico (es), plus tard appelée « source des onze tuyaux » (fuente de los once caños.
Ainsi, un édifice néo-classique dont la nef est en forme de croix grecque très simple est érigé au centre d'un rond-point toujours conservé au début du XXIe siècle. Il possède une coupole avec lanternes reposant sur des pendentifs. L'utilisation de l'ermitage est élargi à celle de la chapelle pour le culte, ce qui lui confère le nom de San Antonio de la Floria. À l'intérieur, Francisco de Goya peint une fresque où il représente l'un des miracles les plus célèbres du saint. Le roi avait l'intention d'utiliser de l'ermitage comme chapelle royale lors de ses séjours au palais de la Florida et le 12 juillet 1799, la chapelle est inaugurée. Certains illustrateurs de l'époque tels que José Gómez de Navia décrivent l'ermitage et ses environs vers la fin du XVIIIe siècle.
Au début du soulèvement du Dos de Mayo à Madrid en 1808, les fusillades du 3 mai se produisent dans la montagne de Príncipe Pío, tout près de l'ermitage. L'ermitage devient une église en 1881 à l'initiative du Real Patrimonio, qui en cède l'usufruit à l'archevêque de Tolède.

### Les ermitages « jumeaux »

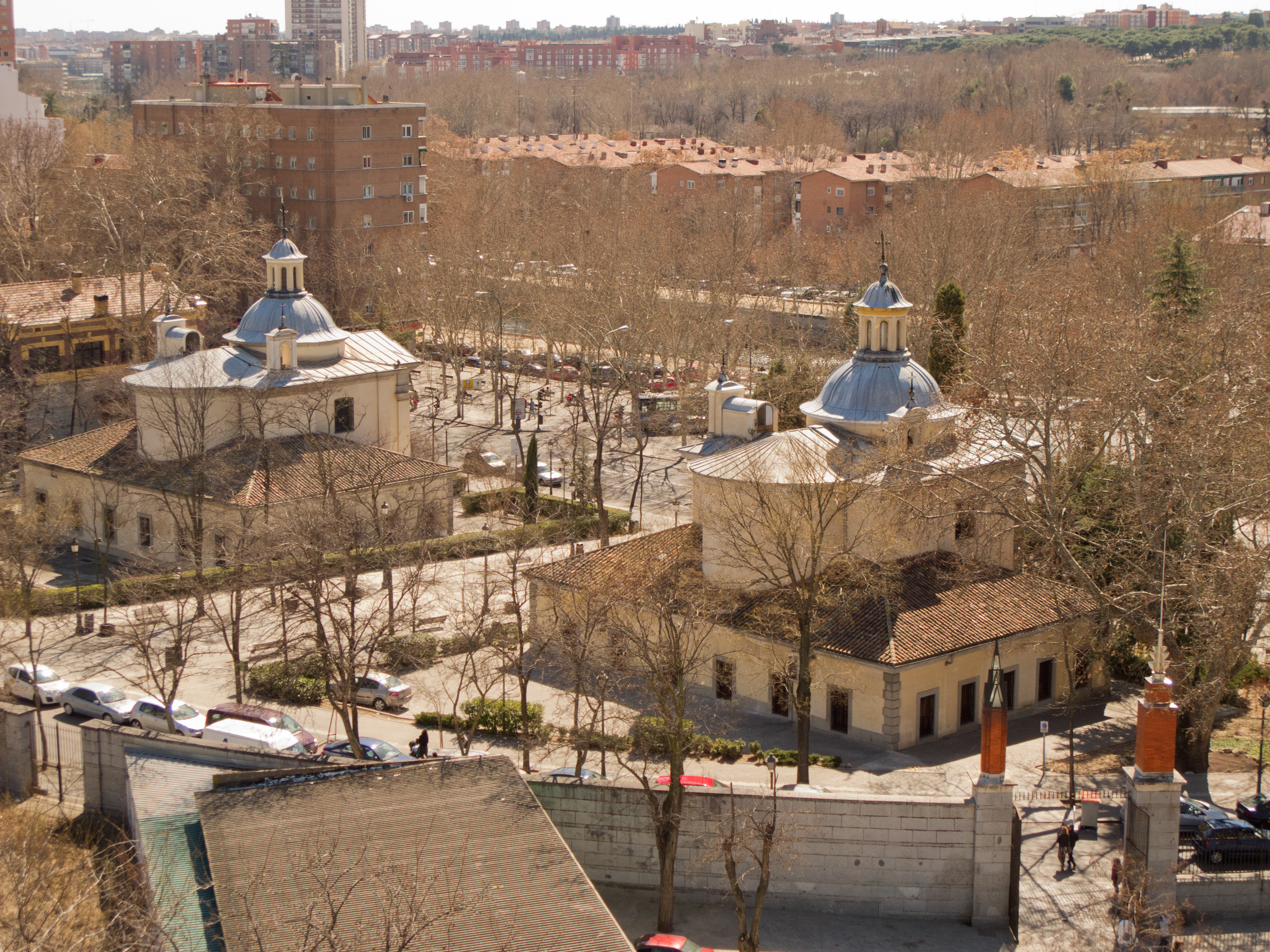
Vue aérienne du téléphérique de Madrid d'où l'on peut voir les toits des ermitages « jumeaux ».

L'ermitage devient une église en 1881. Ce changement porte préjudice au microclimat des fresques de Goya à cause de la fumée des cierges. Elle est déclarée monument historique en 1905. Afin de promouvoir l'accès à la zone, l'architecte José Eugenio Ribera (es) se voit chargé d'élaborer le Puente de la Reina Victoria (es) (qui remplace le « pont vert ») en 1909. Ce nouveau pont permet d'accéder aux villages des deux côtés du fleuve.
En mai 1900, les restes de Francisco de Goya sont rapatriés depuis Bordeaux, où le peintre est mort, au cimetière Saint-Isidore,, puis en novembre 1919, ces restes sont transférés à l'église San Antonio de la Florida. On y place également une image du peintre, sculptée par José San Bartolomé Llaneces (es). La préoccupation pour l'état de conservation des fresques de Goya grandit et l'on charge l'architecte Juan Moya Idígoras (es) de dessiner un nouvel ermitage à ériger en 1925. Ce nouvel ermitage, jumeau de l'autre, est exclusivement consacré aux offices religieux. L'Académie royale des beaux-arts Saint-Ferdinand est chargée de la maintenance de l'ancien ermitage, où sont célébrés deux messes, les 30 mars et 16 avril, dates de naissance et de mort de Francisco de Goya. Ainsi, la dénomination de l'ermitage devrait être au pluriel depuis le début du XXe siècle, car il s'agit de deux ermitages similaires qui se sont depuis 1929 spécialisés en deux versants : l'un d'eux offre au public la visite des peintures murales de Francisco de Goya et est un musée, tandis que l'autre n'est habilité que pour le culte religieux.
Les deux ermitages sont pillés et saqués peu avant l'éclatement de la guerre civile. La position des ermitages les rend témoins, lors du siège de Madrid, des intenses batailles ayant eu lieu sur le front de la cité universitaire. Ils ne subissent cependant aucun dommage majeur, quoique la fresque de Goya à l'intérieur de la coupole ait été un peu endommagée, de même que l'entrée de l'édifice, qui a subi des tirs de mitraillette.

## Caractéristiques des ermites
Les deux ermitages actuels ont un style architectural néo-classique : le plan au sol a une forme de croix grecque, la reproduction des ermitages correspond au troisième dessin des ermitages qu'avait fait Filippo de Fontana. Les toits sont parachevés par de voyantes lanternes reposant sur des pendentifs. Les édifices sont distribuées de façon symétrique par rapport au plan principal de la place où ils se trouvent. Les autels sont de stuc italien recouvert de sculptures d'anges de José Ginés (es), et dans le grand autel, domine un Christ en ivoire et écailles du XVIIIe siècle.

### Fresques de Goya

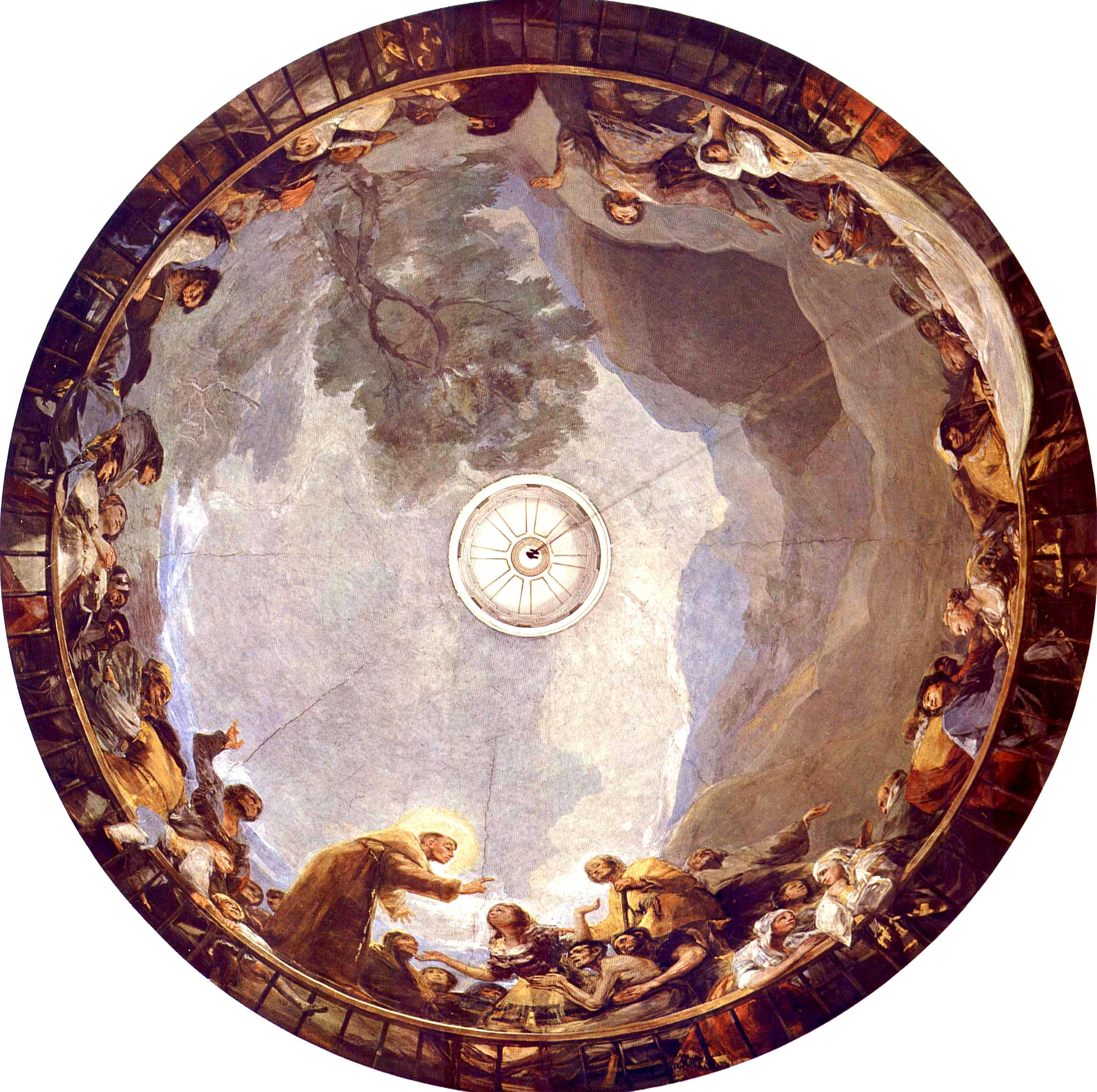
Vue zénithale de la voûte (de 6 mètres de diamètre), œuvre de Francisco de Goya.

La sobriété de l'architecture, aussi bien intérieure qu'extérieure, cède le protagonisme à des fresques au tempera de Francisco de Goya. L'aragonais, en tant que peintre de cour, est chargé de décorer l'ermitage : il s'y atèle pendant six mois, entre août et décembre 1798. Son travail n'est pas réalisé au style du jésuite italien Andrea Pozzo, si populaire à cette époque : il se rapproche davantage d'une vision fantasmagorique et onirique propre à Goya, le tout suivant le style de la quadratura.
La peinture dans la voûte de l'abside représente l’Adoration de la Trinité. La corniche est parcourue de chérubins et d'anges féminins qui soutiennent des rideaux. La partie des fresques qui attire l’œil du visiteur, ce sont les peintures de la coupole, où l'on voit représenté l'un des miracles de San Antonio de Padua, qui est transporté par des Anges à Lisbonne (sa ville de naissance), où un mort répond aux questions du juge qui confirme l'innocence du père du saint, accusé d'un crime. La voûte mesure 6 mètres de diamètre.
Les figures du défunt, des parents du saint et du saint lui-même, représenté sur une roche, sont distribuées sur la voûte. Près de l'oculus, un paysage donne l'illusion d'être à ciel ouvert. Le peuple de Madrid observe le miracle : les majas, les chisperos (es), les chevaliers masqués, etc. discutent ou regardent attentivement, appuyés sur la balustrade qui parcourt la base de la coupole, ce qui confère à l'ensemble beaucoup de réalisme, aussi bien dans la perspective que dans la vivacité avec laquelle ils sont représentés. Pour l'élaboration de ces fresques, Francisco de Goya bénéficie de la collaboration de son assistant Asensio Julià. Goya emprunte avec cette œuvre un nouveau chemin dans son art, avec une technique avancée de coups de pinceau lâches et énergiques, des taches de couleur et de forts contrastes, dans une manière pré-impressionniste, ce qui en fait le chef-d'œuvre de Goya en peinture murale.

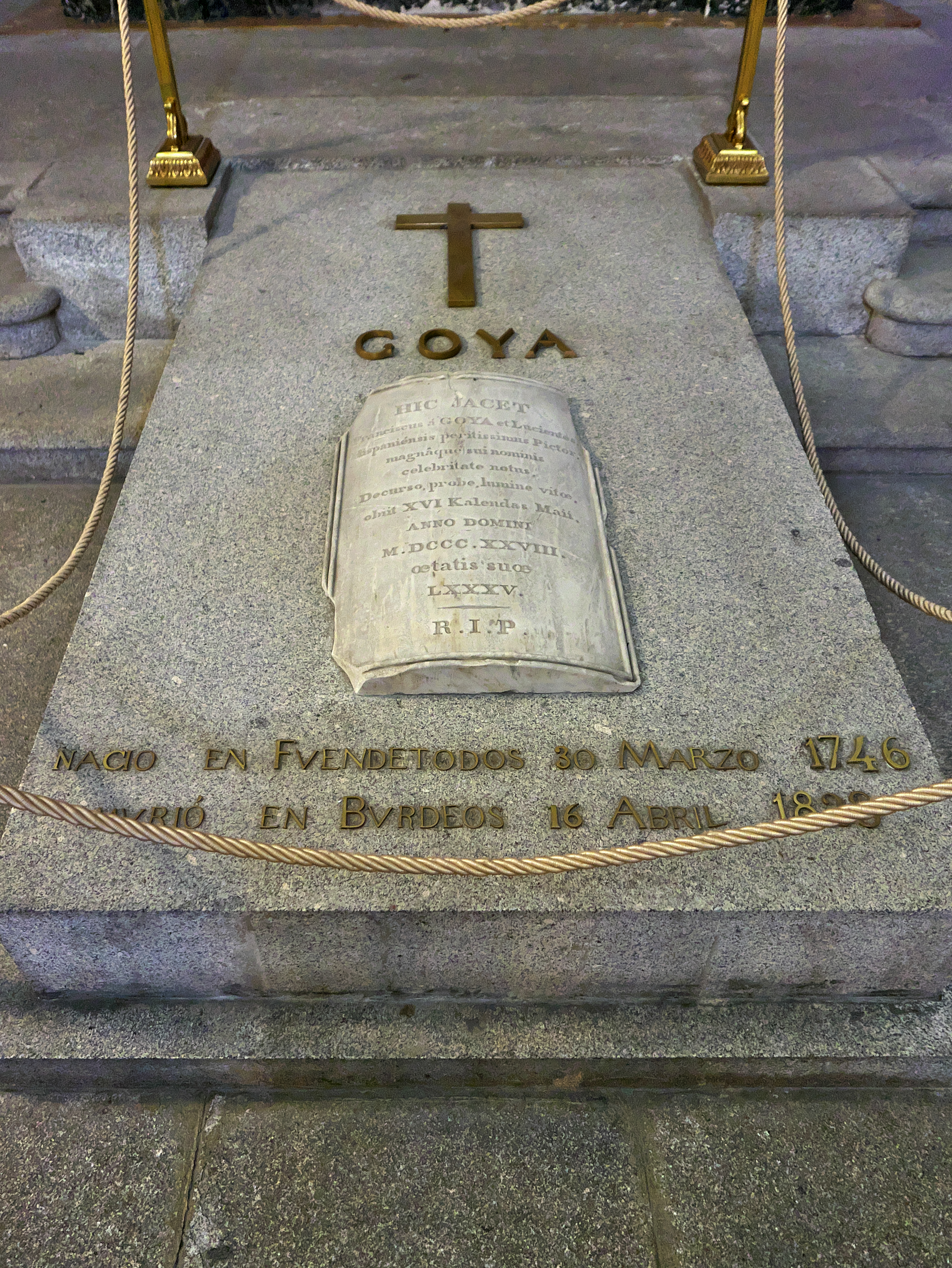
Tombe de Francisco de Goya à l'ermitage de San Antonio de la Florida.

### Panthéon
Aux pieds du presbytère se trouve le panthéon du peintre, dans lequel on conserve la tombe dans laquelle il gisait à Bordeaux, où il est mort. Il est enterré à côté de son ami Martín Miguel de Goicoechea. Le 29 septembre 1919, ils sont enterrés ensemble pour éviter toute erreur d'identification des restes. Le corps de Goya est amputé du crâne, qui a probablement été séparé du tronc lors d'une analyse phrénologique.

### Protection culturelle
Le 1er avril 1905, l'église est déclarée Monument historique. Elle a été ouverte au culte jusqu'en 1929, année où les offices sont transférés à l'ermitage jumeau construit à cet effet. À partir de cette époque, l'église devient un musée, propriété du Patrimoine national espagnol et mise sous la tutelle de la mairie de Madrid depuis 1987.

## Fêtes populaires

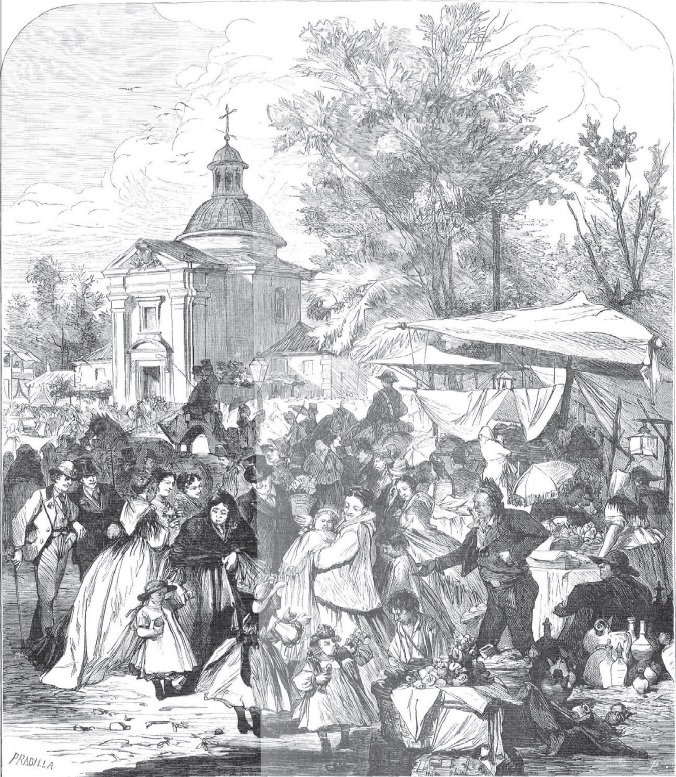
Fête de San Antonio de la Florida, dessinée par Francisco Pradilla y Ortiz et publiée dans les pages de La Ilustración Española y Americana du 16 juin 1873.

Le 13 juin, la traditionnelle fête de San Antonio de la Florida (es) est célébrée tous les ans dans les environs des ermitages, dans la zone connue comme le parc de la Bombilla (es), qui va jusqu'au pont des Français (es), où commence l'avenue de Valladolid. Les premières célébrations datent du début du XIXe siècle et ont pour origine la romería réalisée depuis le XVIIe siècle.
Ce jour-là, la tradition veut que l'on aille chercher les petits pains de San Antón (es) pour qu'« ainsi tu n'en manqueras pas cette année ». Elle veut aussi que l'on lance les treize épingles sur les fonts baptismaux, ce qui se veut un symbole des arrhes matrimoniales : ainsi que le faisaient jadis les modistillas qui souhaitaient trouver un fiancé, celles que l'on appelle aujourd'hui les jeunes célibataires (« mozas casaderas ») passent leur main dans les épingles, et en fonction de ceux qui restent collés, on connaît le nombre de prétendants qu'elle aura dans l'année. La coutume se maintient toujours au début du XXIe siècle, aussi bien pour les hommes que pour les femmes.

## Localisation
L'ermitage se trouve aujourd'hui au 5, Glorieta de san Antonio, sur les bords du Manzanares. Le paseo de la Florida et l'avenue de Valladolid confluent à ce rond-point. Depuis la station de métro Príncipe Pío, on peut arriver aux ermitages en suivant le paseo de la Florida. Le parc voisin de Madrid Río (es) permet de finaliser le chemin en passant par le Puente de la Reina Victoria (es). À ses abords se trouve la roseraie du parc de l'Ouest et le téléphérique de Madrid, qui permet d'obtenir des vues aériennes de la zone.
Face à elle se trouve la statue consacrée à Goya, un bronze de l'artiste madrilène José San Bartolomé Llaneces (es).